# ماری-مارگریت دیوویل
ماری-مارگریت دیوویل (فرانسوی: Marie-Marguerite d'Youville‎; ۱۵ اکتبر ۱۷۰۱ – ۲۳ دسامبر ۱۷۷۱) یک بیوهٔ فرانسوی-کانادایی و بنیان‌گذار راهبان خاکستری مونترال بود.
او نخستین کانادایی بود که توسط کلیسای کاتولیک (پاپ ژان پل دوم) در سال ۱۹۹۰ میلادی به‌عنوان قدیسه اعلام شد و روز جشن بزرگداشت او ۱۶ اکتبر است. پیش از آن در سال ۱۹۵۹ میلادی، ژان بیست‌وسوم او را بئاتیفیه اعلام کرد و «مادر خیریهٔ جهانی» لقب داد.
او دچار لوسمی حاد مغز استخوان بود که تحت درمان واقع شد؛ اما بیماری‌اش دوباره عود کرد. با این وجود، به‌مدت ۴۰ سال پس از درمان سرطان خونش زنده ماند و تنها فردی در جهان است که این مدت طولانی با سرطانی زنده ماند که به‌طور رایج، ظرف ۱۸ ماه افراد مبتلا را از پای در می آورد.